# Instituto de la Memoria Audiovisual Judía
El Instituto de la Memoria Audiovisual Judía (IMAJ), fundado en Bruselas en 1984, es una organización cultural sin fines de lucro. 

## Historia
Beatrice Godlewicz, docente belga, constató la falta en Europa, de referencias cinematográficas de la cultura judía. En consecuencia, tomó la iniciativa de crear una asociación con el fin de poner a disposición de las escuelas y los docentes, películas e informaciones sobre la historia y la cultura judía. Progresivamente, la asociación reunió y compiló un listado de un número creciente de películas y amplía su público. IMAJ se convirtió entonces, en un centro de documentación especializado para aquellos que deseen ampliar sus conocimientos sobre el cine judío o simplemente para los amantes del séptimo arte, o para aquellos que tienen la curiosidad de saber más sobre la cultura judía. En forma paralela, IMAJ organiza eventos que promueven películas recientes o antiguas. Los miembros fundadores fueron el Barón Georges Arthur Schnek, la Baronesa Simone Susskind, Paul Danblon, Gyora Glupczynski y Beatrice Godlewicz. 

## Objetivos
IMAJ participa en el esfuerzo de identificar y difundir películas sobre la cultura y la historia judía. IMAJ incluye en su inventario todo tipo de películas : ficciones, documentales, cortometrajes, etc. IMAJ cuenta actualmente con una gran base de datos en francés consagrada al cine de tema judío. Más de 5.000 películas están inventariadas y alrededor de 2000 de ellas están disponibles para préstamo o consulta. Se trata tanto de películas conocidas como de películas raras o desconocidas. El objetivo de esta base de datos es el de promover las películas que tienen relación con la historia y la vida judía. A través de esta gestión, IMAJ quiere hacer descubrir a un amplio público, el judaísmo en sus múltiples y variados aspectos. IMAJ colabora, como otras organizaciones judías, al deber de memoria, difundiendo películas sobre la Shoá, y también sobre otros genocidios y crímenes contra la humanidad. La asociación quiere, a través de este medio, luchar contra los estereotipos, la negación y el antisemitismo. IMAJ es también un espacio de reflexión sobre el cine. Defiende la libertad de expresión, el pluralismo de opinión y la noción de interculturalidad. IMAJ quiere crear con sus acciones un diálogo ciudadano que permita construir puentes entre las distintas comunidades. 

## Actividades
IMAJ organiza eventos cinematográficos, preestrenos, festivales, proyecciones con debates, y apoya la producción de películas. Colabora también con otros eventos como exposiciones, presentaciones de libros, conciertos, conferencias .... En el año 1989 IMAJ creó su primer festival titulado "Mieux vaut en rire" (mejor reírse) sobre el humor y el cine judío. A partir de 2010 el festival se llama « Au fil(m) du temps » (a través del tiempo, con un juego de palabras fil (través) y film). En cada nueva edición, el festival otorga un premio a la mejor película judía a tema judío. Este premio es otorgado por un jurado profesional y fue nombrado Premio Georges Schnek en homenaje al presidente fundador de IMAJ. El barón Georges Arthur Schnek fue una figura destacada de la comunidad judía de Bélgica.  
IMAJ ha otorgado el premio a: 
- Jorge Gurvich por su película « Le Chat de Madame Moskovitch » durante la 13 ª edición del festival (2010)
- Doron Eran por su película » Melting Away » durante la 14 ª edición del festival (2011)
- Sharon Bar-Ziv, por su película « Room 514 » durante la 15 ª edición del festival (2013)

A partir de uno de sus festivales, IMAJ ha producido con el apoyo de la Cinemateca de la Comunidad Francesa, un DVD acompañado de un catálogo: « Le cinema de Vouzôtres » . Esta producción está destinada a ser un escaparate de las películas producidas por cineastas belgas que tienen relación con la vida judía. IMAJ también produjo otros DVD sobre los eventos que ha organizado o en los que ha participado.

## Afiliaciones
IMAJ es reconocido y financiado por la Federación Valonia-Bruselas . También es apoyado por la Fundación del judaísmo de Bélgica. IMAJ ha sido reconocido como un centro acreditado por la Célula Democracia o Barbarie de la Federación Valonia-Bruselas en 2010 en el marco del decreto sobre la transmisión de la memoria, por sus actividades sobre el tema de la Shoa, los genocidios y los crímenes contra la humanidad. 